# (73017) 2002 EL60
(73017) 2002 EL60 – planetoida z pasa głównego asteroid okrążająca Słońce w ciągu 3,58 lat w średniej odległości 2,34 j.a. Odkryta 13 marca 2002 roku.